# Slipher (månkrater)
För andra betydelser, se Slipher.
Slipher är en nedslagskrater på månens baksida. Slipher har fått sitt namn efter de båda amerikanska astronom bröderna Earl och Vesto Slipher.
Kratern har en diameter på ungefär 74 km.

## Satellitkratrar
| Slipher | Latitud | Longitud | Diameter |
| ------- | ------- | -------- | -------- |
| S       | 49.2° N | 158.7° Ö | 26 km    |